# NY Ink
NY Ink est une série documentaire américaine, diffusée entre le 2 juin 2011 et le 2 mai 2013 sur TLC. TLC a renouvelé la série pour une deuxième saison en août 2011, notant également, la moyenne à 1,3 million de téléspectateurs par épisode pour la première saison,. Le tournage de la troisième saison a commencé en août 2012, la diffusion de la saison 3 a commencé le 4 avril 2013.

## Histoire
Après Miami Ink qui a été diffusée du 19 septembre 2005 au 21 octobre 2008, Ami James a déménagé à New York en 2011 pour réaliser son rêve d'ouvrir un salon de tatouage sous le nom Wooster St. Social Club. Il a été rejoint par les producteurs de télévision, David Roma et Charlie Corwin, qui détail la procédure pour l'émission NY Ink. La série suit les tatouages d'Ami James et son nouveau salon, le Wooster St. Social Club à New York.

## Générique d'ouverture
Le générique d'ouverture est raconté par Ami James, il dit,

« I'm Ami James and I'm a tattoo artist. New York is the greatest city in the world. And to compete here, you have to elevate the game. So I've hand-picked the finest tattoo artists around. Because I don't want the best tattoo shop in New York, I want the best shop in the world. There's millions of stories in New York City, and our job is to tell them all... in ink. »

Traduit par,

« Je suis Ami James et je suis artiste tatoueur. New York est la plus grande ville du monde. Et ici, pour rester dans la danse, il faut mettre la barre très haut. Je ne me suis entouré que des meilleurs artistes tatoueurs, parce que je ne veux pas le meilleur salon de tatouage de New York, mais le meilleur salon au monde. Il y a des millions d'histoires à New York, et notre travail, c'est de les raconter, toutes... avec de l'encre. »

## Participants

### Équipe du salon
- Ami James[6] — Propriétaire du salon et ancien tatoueur de Miami Ink.
- Megan Massacre[6] — Jeune tatoueuse prodige et modèle.
- Tommy Montoya[6] — Tatoueur de Los Angeles à New York et de Californie du Sud.
- Tim Hendricks[6] — Tatoueur qualifié de Californie et bras droit d'Ami James.
- Luke Wessman — Ami de longue date d'Ami James, et de Tim Hendricks ; tatoueur de Californie (apparitions).
- Chris Torres[6] — Tatoueur qualifié de Brooklyn.

### Visites de célébrités
- Corey Taylor — Chanteur de Slipknot et de Stone Sour.
- Method Man — Acteur et rappeur de Wu-Tang Clan.
- Dawn Harlot Dupre — Guitariste et chanteur des Bambi Killers.
- Djinji Brown — Chanteur d'Absolution.
- LaMarr Woodley — Linebacker des Pittsburgh Steelers.
- Robert Vaughn — Créateur de mode pour Von Dutch.
- Angelina Pivarnick — Ancien membre de Bienvenue à Jersey Shore.
- Jenna Morasca — Gagnant de la saison 6 de Survivor (émission de télévision).
- Ethan Zohn — Gagnant de la saison 3 de Survivor (émission de télévision).
- Alan Robert — Bassiste et choriste de Life of Agony, scénariste et artiste de bande dessinée.
- Beth Shak — Joueur de poker professionnel.
- James Durbin — Finaliste de la saison 10 d'American Idol.
- Tila Tequila — Star de téléréalité, mannequin et chanteuse.
- Marky Ramone — Ancien batteur de The Ramones.
- John Forté — Musicien, producteur nommé aux Grammy Awards des Fugees.
- Mauro Castano — Pâtissier a Carlo's Bakery et le bras droit de Bartolo Buddy Valastro dans Cake Boss.
- Bai Ling — Actrice.
- Joe Letz — Batteur de Combichrist.
- Chris Motionless — Chanteur de Motionless in White.
- Tito Puente, Jr. — Chef d'orchestre et le fils du musicien fin de mambo, Tito Puente.
- Shadia Amen et Bilal Amen — Membres de la famille Amen All-American Muslim.
- Frank Iero — Guitariste rythmique de My Chemical Romance, Pencey Prep et le chanteur de Leathermouth.

## Émissions

### Saison 1 (2011)
| Numéros des épisodes | Titre original            | Titre français                     | Date de diffusion aux États-Unis | Audience US (en millions) | Source |
| -------------------- | ------------------------- | ---------------------------------- | -------------------------------- | ------------------------- | ------ |
| 01                   | Back in a New York Groove | Retour au cœur de New York         | 2 juin 2011                      | 1.37                      | [ 9 ]  |
| 02                   | The Gloves Are Off        | On ne prend plus de gants          | 9 juin 2011                      | 1.30                      | [ 10 ] |
| 03                   | Dis-Appointment           | Déception                          | 16 juin 2011                     | 1.44                      | [ 11 ] |
| 04                   | Blood is Thicker Than Ink | Le sang est plus épais que l'encre | 23 juin 2011                     | 1.30                      | [ 12 ] |
| 05                   | Out of the Box            | Sorti de nulle part                | 30 juin 2011                     | 1.28                      | [ 13 ] |
| 06                   | Think Again               | Réfléchis à deux fois              | 7 juillet 2011                   | 1.19                      | [ 14 ] |
| 07                   | Roosters and Romance      | Coqs et romance                    | 14 juillet 2011                  | 1.45                      | [ 15 ] |
| 08                   | Last Man Standing         | Le dernier homme debout            | 21 juillet 2011                  | 1.38                      | [ 16 ] |

### Saison 2 (2011-2012)
| Numéros des épisodes | Titre original        | Titre français       | Date de diffusion aux États-Unis | Audience US (en millions) | Source |
| -------------------- | --------------------- | -------------------- | -------------------------------- | ------------------------- | ------ |
| 01                   | Kings of NY           | Les rois de New-York | 29 décembre 2011                 | 1.48                      | [ 17 ] |
| 02                   | Big Money, Big Dreams | L'argent fait rêver  | 5 janvier 2012                   | 1.01                      | [ 18 ] |
| 03                   | Paying Dues           | Payer ses dettes     | 12 janvier 2012                  | 1.13                      | [ 19 ] |
| 04                   | Love and Hate         | Amour et haine       | 19 janvier 2012                  | 1.26                      | [ 20 ] |
| 05                   | Give and Take         | Donner et recevoir   | 26 janvier 2012                  | 1.19                      | [ 21 ] |
| 06                   | Boiling Point         | ça chauffe           | 2 février 2012                   | 0.95                      | [ 22 ] |
| 07                   | Movin' On Up          | Tourner la page      | 9 février 2012                   | 0.79                      | [ 23 ] |
| 08                   | Living the Dream      | Vivre ses rêves      | 16 février 2012                  | 0.78                      | [ 24 ] |
| 09                   | Now or Never          | Maintenant ou jamais | 23 février 2012                  | 0.72                      | [ 25 ] |
| 10                   | Fight or Flight       | Fuir ou lutter       | 1er mars 2012                    | 0.84                      | [ 26 ] |

### Saison 3 (2013)
| Numéros des épisodes | Titre original                           | Titre français                                 | Date de diffusion aux États-Unis | Audience US (en millions) | Source |
| -------------------- | ---------------------------------------- | ---------------------------------------------- | -------------------------------- | ------------------------- | ------ |
| 01                   | New Kids on the Block                    | Les petits nouveaux                            | 4 avril 2013                     | 0.76                      | [ 27 ] |
| 02                   | Achy Breaky Back & Yoji's Bathroom Bound | Demandes insolites                             | 11 avril 2013                    | 0.76                      | [ 28 ] |
| 03                   | While Ami's Away, the Clients Will Pay   | Quand le chat n'est pas là, les souris dansent | 18 avril 2013                    | 0.92                      | [ 29 ] |
| 04                   | Boobs, Burlesque and a Crotch Tattoo     | Tatouages anatomiques                          | 25 avril 2013                    | 0.71                      | [ 30 ] |
| 05                   | Granny Is Inked and Ami Is Angry!        | Mamie y passe                                  | 2 mai 2013                       | 0.61                      | [ 31 ] |